# Iwanowice (gemeente)
De gemeente Iwanowice is een landgemeente in het Poolse woiwodschap Klein-Polen, in powiat Krakowski.
De zetel van de gemeente is in Iwanowice (tot 30 december 1999 Iwanowice Włościańskie genoemd).
Op 30 juni 2004 telde de gemeente 8 220 inwoners.

## Oppervlakte gegevens
In 2002 bedroeg de totale oppervlakte van gemeente Iwanowice 70,62 km², waarvan:
- agrarisch gebied: 90%
- bossen: 4%

De gemeente beslaat 5,74% van de totale oppervlakte van de powiat.

## Demografie
Stand op 30 juni 2004:
| Omschrijving                   | Totaal | Totaal | Vrouwen | Vrouwen | Mannen | Mannen |
| ------------------------------ | ------ | ------ | ------- | ------- | ------ | ------ |
| eenheid                        | aantal | %      | aantal  | %       | aantal | %      |
| inwoners                       | 8 220  | 100    | 4 049   | 49,3    | 4 171  | 50,7   |
| bevolkingsdichtheid (inw./km²) | 116,4  | 116,4  | 57,3    | 57,3    | 59,1   | 59,1   |

In 2002 bedroeg het gemiddelde inkomen per inwoner 1 275,27 zł.

## Administratieve plaatsen (sołectwo)
Biskupice, Celiny, Damice, Domiarki, Grzegorzowice Małe, Grzegorzowice Wielkie, Iwanowice Dworskie, Iwanowice Włościańskie, Stary Krasieniec, Krasieniec Zakupny, Lesieniec, Maszków, Narama, Poskwitów Nowy, Poskwitów Stary, Przestańsko, Sieciechowice, Sułkowice, Widoma, Władysław, Zagaje, Zalesie, Żerkowice.

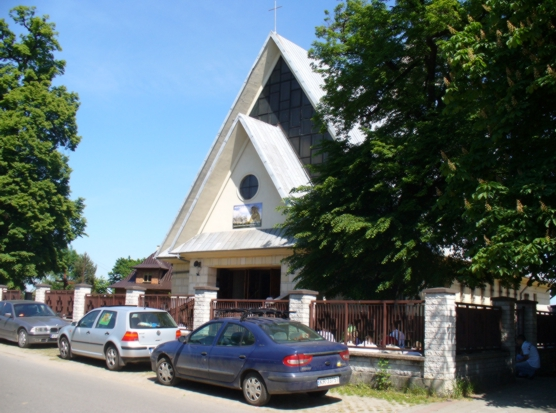
Narama (1)
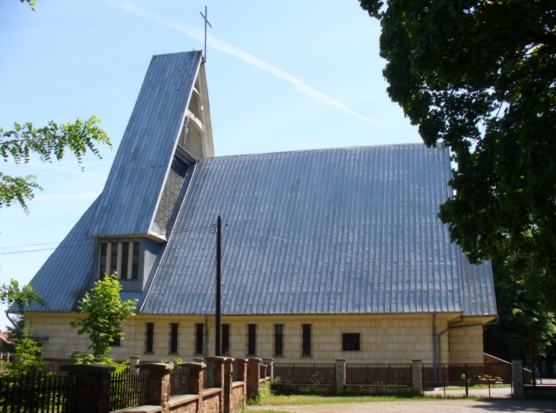
Narama (2)

## Aangrenzende gemeenten
Gołcza, Kocmyrzów-Luborzyca, Michałowice, Skała, Słomniki, Zielonki